# L'Empereur Smith
L'Empereur Smith est la soixante-dixième histoire de la série Lucky Luke par Morris et René Goscinny. Elle est publiée pour la première fois du no 30 au no 40 du journal Nouveau Tintin, puis est publiée en album en 1976 aux éditions Dargaud.

## Univers

### Synopsis
Dans la petite ville de Grass Town, Lucky Luke fait la rencontre de Dean Smith, un riche éleveur de la région qui a perdu la tête et s’imagine être l’empereur des États-Unis. Grâce à sa fortune, Smith a pu se permettre d’engager une petite armée, équipée de canons, et de se revêtir de tout un apparat. Amusés par ce personnage qu’ils jugent inoffensifs, les habitants de Grass Town se prêtent au jeu et font semblant de prendre Smith au sérieux.
La situation s’envenime lorsque Buck Ritchie, un bandit notoire de la région, parvient à rencontrer Smith, et à le convaincre d’utiliser son armée pour occuper la ville. Terrorisés, les habitants se rangent du côté de Smith, qui se met en tête de reconquérir tous les États-Unis, en faisant de Grass Town la nouvelle capitale du pays.
Jugés pour haute trahison, le shérif Linen et Whitman, le directeur du journal, retournent leurs vestes par lâcheté, et sont graciés par « l'empereur Smith » qui leur confie un ministère à chacun. Reconnu coupable, le juge Barney est condamné à la prison à perpétuité, tandis que Lucky Luke parvient à s'enfuir, et à échafauder un plan pour neutraliser Smith, et libérer Grass Town. Déguisé lors d'une soirée costumée au Saloon, il en profite pour assommer Smith et le kidnapper, sous les yeux de Gates et Buck mais ce dernier parvient à convaincre Gates de laisser Smith entre les mains de Luke et de prendre le contrôle de son armée.
Peu de temps après, Luke se confronte seul face à l'armée de Smith et parvient à les convaincre d'abandonner maintenant que Smith est entre ses mains et que personne ne les paiera. Les soldats, réalisant la situation, abandonnent Gates tandis que Buck en fait de même, embarquant avec lui un des canons de l'armée. Luke se confronte très rapidement à ce dernier dans les rues de Grass Town et neutralise celui-ci en faisant exploser le canon qu'il a en sa possession. Grass Town étant maintenant libérée, Luke se décide à libérer Dean Smith, toujours ligoté dans une cabane loin de la ville et semblant réaliser la folie dont il a été victime. Bien que remis en liberté par Luke, ce dernier semble encore montrer des signes de démence en faisant référence à Napoléon et part finalement seul.
Sa mission accomplie, Luke quitte à son tour la région.

### Personnages principaux
- Lucky Luke : le célèbre cow-boy qui tire plus vite que son ombre, un des seuls à s’inquiéter de Smith et de son armée.
- Dean Smith : riche éleveur de la région qui a perdu la tête, et s’imagine être l’empereur des États-Unis ; il se fait désormais appeler « Empereur Smith », et parle de lui à la première personne du pluriel.
- Buck Ritchie : bandit notoire, qui parvient à intégrer l’armée de Smith.
- Le colonel Gates : ancien cuisinier de Smith devenu son bras droit. Son rôle important lui a aussi fait perdre la tête.
- Le juge Barney : juge de la ville, il est le seul notable de la ville, aidé par Lucky Luke, à s’opposer à Smith quand la situation dégénère.
- Le shérif Linen : shérif de la ville, il ne se préoccupe d’abord pas de Smith qu’il juge inoffensif et amusant avant de rejoindre, par lâcheté et par cupidité, la cour de ce dernier.
- Rudolph Whitman : directeur du Grass Town Guardian, le journal de la ville, qui publie proclamations et décrets de Smith. Il considère ce dernier comme un personnage pittoresque avant de rejoindre, comme le shérif, la cour du nouvel homme fort de la ville.

#### Joshua Norton

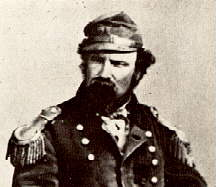
Joshua A. Norton, l'homme qui a inspiré le personnage de l'empereur Smith

Pour créer le personnage fictif de l’empereur Smith, les auteurs se sont inspirés d’un personnage ayant réellement existé : Joshua Norton.
Joshua Norton (1819-1880) était un ancien homme d’affaires de San Francisco qui, après avoir fait faillite et perdu la raison, s’était autoproclamé Empereur des États-Unis et Protecteur du Mexique.
Séduits par ce personnage excentrique, les habitants de San Francisco faisaient mine de le croire et publiaient ses décrets dans les journaux.
Cependant, alors que dans la bande dessinée Smith est riche et possède une armée, Joshua Norton n’a lui jamais possédé la moindre armée, et est mort dans la pauvreté.

## Thèmes abordés
- Napoléon Ier.

Dean Smith revendique l'admiration qu'il porte à l'empereur français, arbore le bras droit dans le gilet de sa tenue impériale, appelle « grognards » les soldats qui composent son armée, et leur fait porter une tenue s'inspirant de la Vieille Garde de Napoléon.
- L'argent.

Buck Ritchie, voulant prouver à Smith que la ville de Grass Town ne le prend pas au sérieux, convainc ce dernier d'envoyer Gates se faire remettre la totalité de l'argent de la banque. Devant le refus du directeur, Smith décide de passer à l'offensive. Les soldats ont pleinement conscience que Smith et Gates ont perdu la raison, mais jouent le jeu car ils sont mieux payés par Smith que lorsqu'ils gardaient le troupeau qui a fait la fortune de leur patron. Lorsque Gates s'arroge le titre d'empereur en remplacement de Smith, retenu prisonnier par Lucky Luke, les soldats le laissent tomber, refusant de faire la guerre gratuitement.
- Régimes politiques.

Morris et Goscinny font de nombreuses références à différents régimes politiques autocratiques ou dictatoriaux, comme l'affiche invitant la population à se rendre au saloon pour écouter l'allocution de l'Empereur Smith, en précisant que des contrôles à domicile seront effectués.
Les auteurs se moquent du régime que Smith tente d'imposer : le tribunal siégeant dans un saloon, rendant son verdict assis à une table de jeu.

## Autour de l'histoire
- Lors de l'élaboration du plan de l'attaque de Grass Town, à la planche 21, Dean Smith porte le bicorne en latéral, comme son modèle Napoléon Ier.
- Lors de la réception du bal, à la planche 37, l'empereur Smith accueille l'ambassadeur italien Giovanni Uderzo. Clin d'œil du scénariste René Goscinny à son complice Albert Uderzo, d'origine italienne.

## Publication

### Revues
L'histoire est parue dans le journal Nouveau Tintin, du no 30 (6 avril 1976) au no 40 (15 juin 1976).

### Album
Éditions Dargaud, no 14, 1976.